# エルム・ポイント層
エルム・ポイント層（英語、Elm Point Formation）とは、カナダのマニトバ州南部にある地層である。北緯50度46分、西経98度13分のリリーベイ採石場（英語、Lily Bay Quarry）にある。ここからはデボン紀の化石が見つかる。